# Editha de Bavière
Editha Marie Gabrielle Anna, princesse de Bavière, née le 16 septembre 1924 au château de Hohenburg près de Lenggries et morte à Munich le 4 mai 2013, est une princesse de Bavière, membre de la maison de Wittelsbach.

## Biographie

### Famille
La princesse Editha, née en 1924 au château de Hohenburg, est la seconde fille du prince héritier Rupprecht de Bavière et de sa seconde épouse la princesse Antonia de Luxembourg,. 
Editha de Bavière a un frère aîné : Heinrich (1922-1958), une sœur aînée : Irmingard (1923-2010) et trois sœurs cadettes : 1) Hilda (1926-2002), 2) Gabriele (1927-2019) et 3) Sophie (née en 1935). Elle a également un autre frère aîné, Albert de Bavière (1905-1996), seul enfant survivant, issu de la première union de son père avec Marie Gabrielle en Bavière.

### Jeunesse
À la suite de l'élection d'Adolf Hitler, les membres de la famille Wittelsbach ont commencé à souffrir de la persécution par les nazis. Dès le début du 3e Reich, le palais des Wittelsbach à Munich leur est confisqué et sert à partir d'octobre 1933 de siège munichois de la Gestapo, puis à partir de 1934-1935, de prison de la Gestapo. Le château de Leutstetten, résidence d'été de la famille, leur est également confisqué.
À partir de 1936, Irmingard et sa sœur Editha sont envoyées au pensionnat du couvent du Sacré-cœur en Angleterre à Roehampton. L'année suivante, ses sœurs Hilda et Gabriele les rejoignent. Son frère Heinrich est également venu en Angleterre en 1938 et a étudié à l'Université d'Oxford. 

### Exil

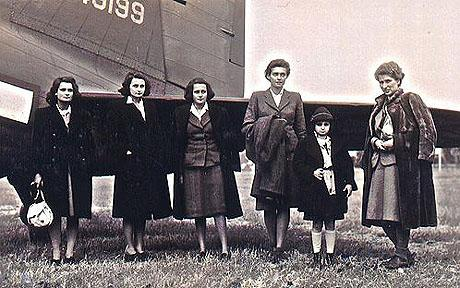
Editha, Hilda, Gabriele, Irmingard et Sophie de Bavière avec Paula von Bellegarde en mai 1945 à Augsbourg.

Durant une partie de la Seconde Guerre mondiale, à l'invitation du roi d'Italie Vittorio Emanuele, Editha vécut en exil en Italie. Le roi avait envoyé sa voiture à Munich afin de permettre à sa famille de quitter le pays. Privée de ses biens en Allemagne, sa famille vécut grâce au soutien des amis et parents. Son père Rupprecht réussit à se cacher des nazis à Florence où il a travaillé dans un appartement du Palazzo Pecori-Giraldi. En mai 1945, Editha et ses sœurs parviennent à quitter l'Allemagne afin de trouver refuge au grand-duché de Luxembourg où règne leur tante maternelle, la grande-duchesse Charlotte.

### Mariages et descendance
Le 12 novembre 1946, elle épouse à Milan Tito Brunetti (1905-1954), ingénieur, fils de Giovanni Brunetti et d'Assunta Spinelli. Ils deviennent parents de trois enfants :
1. Serena Brunetti, née à Milan le 22 décembre 1947, épouse en 1971 Giovanni Pozzolini, né en 1937, divorcés, puis elle se marie en secondes noces en 1987 avec Vieri Fiori, né en 1942, docteur ès sciences économiques et commerciales, dont postérité des deux unions ;
2. Carlotta Brunetti, née à Milan le 10 juin 1949, épouse en 1975 Michael de Longueval, comte von Buquoi, né en 1941, dont postérité ;
3. Antonia Brunetti, née à Viareggio le 12 juin 1952, épouse en 1982 Erich comte von Waldburg zu Zeil und Trauchburg, ingénieur économiste, né en 1952, dont postérité.

Tito Brunetti meurt dans un accident de voiture, près de Plaisance en Émilie-Romagne le 13 juillet 1954, à l'âge de 48 ans.
Editha se remarie, à Tegernsee, le 28 décembre 1959 et le lendemain, au même lieu, selon le rite évangélique, avec Gustav Schimert (1910-1990), docteur en médecine et professeur à l'université de Munich, fils de Gustav Johannes Schimert et de Margit Antal de Magyardellö. Ils ont trois fils :
1. Andreas Schimert, né à Munich le 26 mai 1961, diplômé d'une école de commerce, épouse en 1993 Dorothee Bauer, née en 1961, dont postérité ;
2. Christian Schimert, né à Munich le 18 mars 1963, architecte, épouse en 1994 Leena Nehru, née en 1963, dont postérité ;
3. Konstantin Schimert, né à Munich le 30 mai 1968, licencié en philosophie, épouse en 2011 Karina Frowein, née en 1968, dont postérité.

### Mort
Veuve de Gustav Schimert, depuis le 16 mai 1990, Editha de Bavière meurt, le 4 mai 2013, à l'âge de 88 ans, à Munich.

## Honneurs
Editha de Bavière est :
- Dame noble de l'ordre de la Croix étoilée, Autriche-Hongrie ;
- Dame d'honneur de l'ordre de Thérèse (Royaume de Bavière) ;
- Dame de l'ordre de Sainte-Élisabeth (Royaume de Bavière).

## Ascendance de Editha de Bavière
|  |                                               |  |  |  |  |  |  |  |  |  |  |  |  |
|  | 8. Luitpold de Bavière                        |  |  |  |  |  |  |  |  |  |  |  |  |
|  |                                               |  |  |  |  |  |  |  |  |  |  |  |  |
|  |                                               |  |  |  |  |  |  |  |  |  |  |  |  |
|  | 4. Louis III de Bavière                       |  |  |  |  |  |  |  |  |  |  |  |  |
|  |                                               |  |  |  |  |  |  |  |  |  |  |  |  |
|  |                                               |  |  |  |  |  |  |  |  |  |  |  |  |
|  | 9. Auguste-Ferdinande de Habsbourg-Toscane    |  |  |  |  |  |  |  |  |  |  |  |  |
|  |                                               |  |  |  |  |  |  |  |  |  |  |  |  |
|  |                                               |  |  |  |  |  |  |  |  |  |  |  |  |
|  | 2. Rupprecht de Bavière                       |  |  |  |  |  |  |  |  |  |  |  |  |
|  |                                               |  |  |  |  |  |  |  |  |  |  |  |  |
|  |                                               |  |  |  |  |  |  |  |  |  |  |  |  |
|  | 10. Ferdinand Charles Victor d'Autriche-Este  |  |  |  |  |  |  |  |  |  |  |  |  |
|  |                                               |  |  |  |  |  |  |  |  |  |  |  |  |
|  |                                               |  |  |  |  |  |  |  |  |  |  |  |  |
|  | 5. Marie-Thérèse de Modène                    |  |  |  |  |  |  |  |  |  |  |  |  |
|  |                                               |  |  |  |  |  |  |  |  |  |  |  |  |
|  |                                               |  |  |  |  |  |  |  |  |  |  |  |  |
|  | 11. Élisabeth de Habsbourg-Hongrie            |  |  |  |  |  |  |  |  |  |  |  |  |
|  |                                               |  |  |  |  |  |  |  |  |  |  |  |  |
|  |                                               |  |  |  |  |  |  |  |  |  |  |  |  |
|  | 1. Editha de Bavière                          |  |  |  |  |  |  |  |  |  |  |  |  |
|  |                                               |  |  |  |  |  |  |  |  |  |  |  |  |
|  |                                               |  |  |  |  |  |  |  |  |  |  |  |  |
|  | 12. Adolphe de Luxembourg                     |  |  |  |  |  |  |  |  |  |  |  |  |
|  |                                               |  |  |  |  |  |  |  |  |  |  |  |  |
|  |                                               |  |  |  |  |  |  |  |  |  |  |  |  |
|  | 6. Guillaume IV de Luxembourg                 |  |  |  |  |  |  |  |  |  |  |  |  |
|  |                                               |  |  |  |  |  |  |  |  |  |  |  |  |
|  |                                               |  |  |  |  |  |  |  |  |  |  |  |  |
|  | 13. Adélaïde d'Anhalt-Dessau                  |  |  |  |  |  |  |  |  |  |  |  |  |
|  |                                               |  |  |  |  |  |  |  |  |  |  |  |  |
|  |                                               |  |  |  |  |  |  |  |  |  |  |  |  |
|  | 3. Antonia de Luxembourg                      |  |  |  |  |  |  |  |  |  |  |  |  |
|  |                                               |  |  |  |  |  |  |  |  |  |  |  |  |
|  |                                               |  |  |  |  |  |  |  |  |  |  |  |  |
|  | 14. Michel Ier de Portugal                    |  |  |  |  |  |  |  |  |  |  |  |  |
|  |                                               |  |  |  |  |  |  |  |  |  |  |  |  |
|  |                                               |  |  |  |  |  |  |  |  |  |  |  |  |
|  | 7. Marie-Anne de Portugal                     |  |  |  |  |  |  |  |  |  |  |  |  |
|  |                                               |  |  |  |  |  |  |  |  |  |  |  |  |
|  |                                               |  |  |  |  |  |  |  |  |  |  |  |  |
|  | 15. Adélaïde de Löwenstein-Wertheim-Rosenberg |  |  |  |  |  |  |  |  |  |  |  |  |
|  |                                               |  |  |  |  |  |  |  |  |  |  |  |  |
|  |                                               |  |  |  |  |  |  |  |  |  |  |  |  |